# 上海滨江森林公园
上海滨江森林公园位于上海市浦东新区高桥镇、吴淞口和长江口交接处，由一期和二期组成。一期用地前身为三岔港苗圃，设计阶段名为三岔港森林公园。两期合计占地约241公顷。

## 历史

### 三岔港苗圃
滨江森林公园原址为自然形成的沙滩，1951年上海市工务局在此处筑坝，1962年吹填成陆:江堤。1968年10月南市区在此创办全市首个“五七干校”，占地约4公顷，约有500余人在此关押:文化大革命，1977年撤销。原干校的4公顷土地与南市区其他部门划出的2.66公顷土地合并，建立三岔港苗圃，1981年4月移交市行道树养护队:苗圃花店。至1983年，面积169.09亩。因原共青苗圃改为公园，当年市建设委员会批准扩建三岔港苗圃，次年动工，1985年完成。扩建后面积2122.09亩，栽培苗木37.8万株、切花4万余株、果树1万余株，为全市最大苗圃:园林专业苗(花)圃。

### 公园一期
滨江森林公园一期面积127公顷，标称由上海市园林设计院和英国阿特金斯公司共同设计:林地与湿地工程。但设计师朱祥明后来在公开演讲中表示，工作中双方分歧很大，实际植物部分的设计基本由园林院完成，阿特金斯只做了一半的建筑物设计，此后由于中方增加工作量又拒付额外设计费，双方不欢而散，剩余部分也由园林院接手完成；仍然挂阿特金斯名字主要是因为“这几年领导都喜欢国外的设计”。公园设计时名为三岔港森林公园，历经两个半月市民征集，最终定名为滨江森林公园。2004年12月15日，一期动工建设:公园建设。2005年3月15日，陈良宇等人到滨江森林公园参加植树活动。2006年10月19日，工程通过验收。2007年3月28日，公园正式建成开放。2021年7月1日起，公园取消门票，免费对外开放。

### 公园二期
滨江森林公园二期工程于2009年公示，实际建设大致于2017年夏启动。2021年12月31日，二期对外开放。2023年3月11日，二期内围绕历史建筑“杨氏民宅”建设的园林“滈园”揭牌，并于2024年8月10日开办饭店。

## 公园布局

### 一期
一期公园在原苗圃基础上改造，设计原则为移出过密的单一树种、引入其他地域乡土树种，部分自然生长形成的植物群落予以保留，并根据景观需要调整布局。一期主入口位于南侧，游客入园后，自南向北树木密度逐渐加大，景观由城市向郊野过渡。公园除基本保留原有水体外，在中部增设小人工湖，西北部设置为浅水湿地，并在沿河区域种植水生植物。公园西南部设有特色植物区，集中种植杜鹃、蔷薇、木兰三类植物，形成大片花海。公园北部为生态林保护区，保留原有苗圃资源，适当微调形成生态景观；东部为果园区。由于防汛要求限制，沿江区域的观景平台最低离水仍有5米余，且有消波块阻隔。一期原设计中采用太阳能灯具和风力发电装置等设施节能，但由于资金原因未能实施。

### 二期
二期公园原址并无大量树木，设计中外围为生态防护林，内部主体区域以稀疏树林和草坪为主。二期公园总体分为七个区域，包含一万平米的花海种植区、房车营地区域、草坪露营区域等。园内的历史保护建筑“杨氏老宅”整体保留，并在周边布置江南庭院景观。中央设有大型人工湖。二期公园总占地面积约114公顷。

## 交通

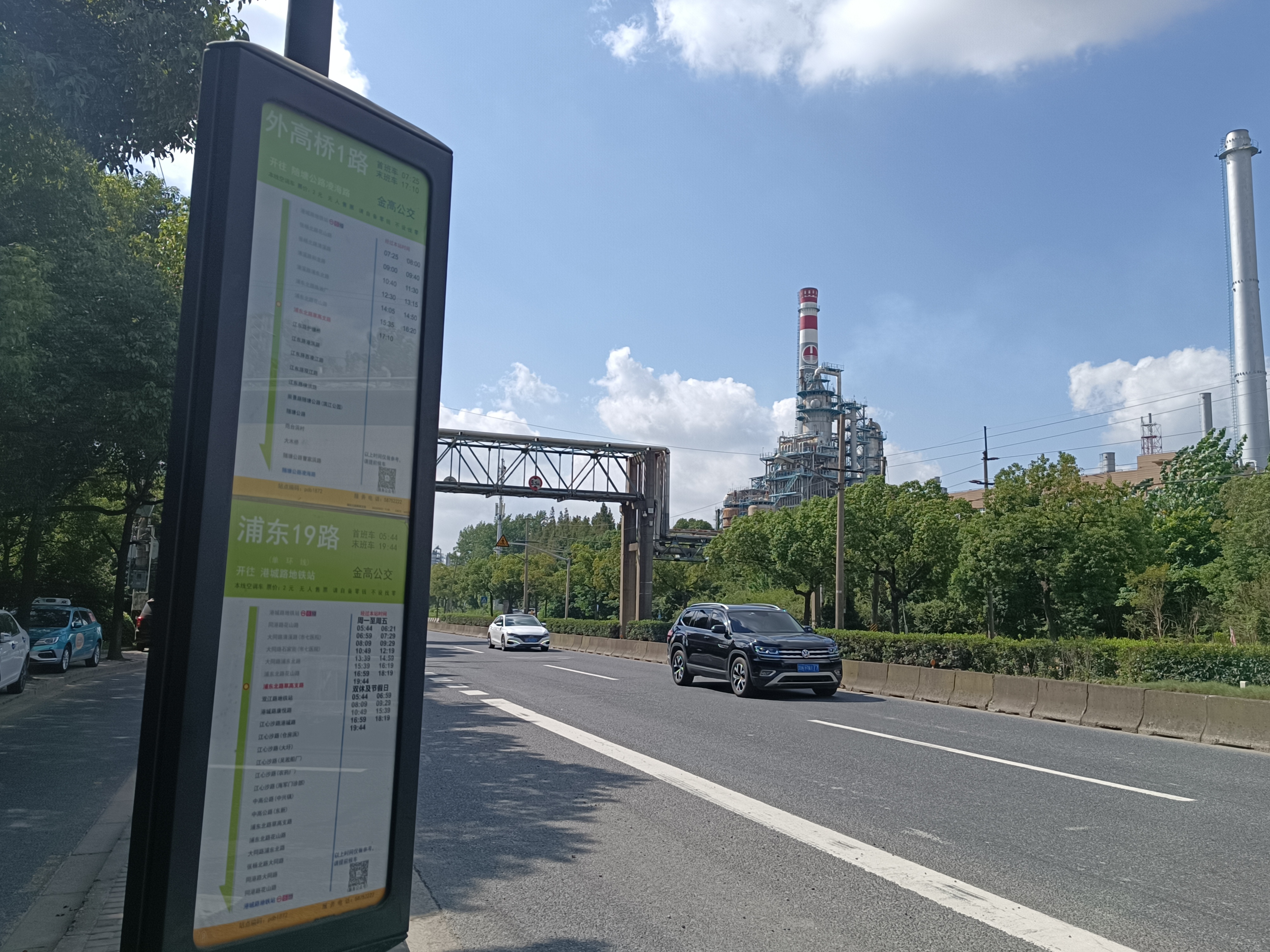
地铁高桥站附近的外高桥1路车站（2023年9月）。站牌上的时刻表显示外高桥1路全天仅有13个班次，行车间隔很大

可先乘坐地铁、公交车等到达高桥站、高桥西站或港城路站，但地铁站至公园的路程只有外高桥1路一条公交线路。